# 斯特凡·比尔陶隆
斯特凡·比尔陶隆（匈牙利語：Ștefan Birtalan，1948年9月25日—2024年5月27日），罗马尼亚男子手球运动员。他曾代表罗马尼亚参加1972年、1976年和1980年夏季奥林匹克运动会手球比赛，获得一枚银牌和二枚铜牌。